# Milorad Krivokapić (Handballspieler)
Milorad Krivokapić (* 30. Juli 1980 in Senta) ist ein aus Jugoslawien stammender ehemaliger Handballspieler mit serbischer und ungarischer Staatsbürgerschaft.

## Vereine
Der 1,90 Meter große und 107 Kilogramm schwere rechte Rückraumspieler spielte anfangs bei RK Jugović, ab 2002 bei Dunaferr SE und ab 2005 bei Pick Szeged. Mit Szeged gewann er 2007 die ungarische Meisterschaft sowie 2006 und 2008 den ungarischen Pokal. Mit Szeged bzw. Dunaferr spielte er in den Spielzeiten 2005/2006 bis 2009/2010 in der EHF Champions League, 2002/2003 bis 2005/2006 im EHF-Pokal und 2008/2009 im Europapokal der Pokalsieger, mit Kac spielte er im EHF Challenge Cup (2000/2001, 2001/2002). Ab 2010 stand Krivokapić bei RK Koper unter Vertrag, mit dem er 2011 die slowenische Meisterschaft sowie den slowenischen Pokal gewann. In der Saison 2013/14 lief er für den katarischen Verein al-Rayyan SC auf. Anschließend schloss sich Krivokapić dem israelischen Verein Maccabi Rischon LeZion an. Mit Hapoel Rischon LeZion gewann er 2016 den israelischen Pokal. In der Folge spielte er noch mehrere Jahre bei kleineren Vereinen bis zu seinem Karriereende 2020.

## Nationalmannschaften
Milorad Krivokapić lief zunächst für die Nationalmannschaft von Serbien-Montenegro auf. Mit dieser nahm er an den Europameisterschaften 2004 und 2006 teil. Bei der Weltmeisterschaft 2005 belegte er mit der Auswahl den 5. Platz.
Ab 2009 bestritt er weitere 38 Länderspiele für die ungarische Nationalmannschaft, in denen er 49 Tore erzielte. Er stand im Aufgebot Ungarns für die Europameisterschaften 2010 und 2012 sowie für die Weltmeisterschaft 2013.

## Privates
Milorad Krivokapić’ älterer Bruder Marko Krivokapić sowie dessen Sohn Luka Krivokapić sind ebenfalls Handballspieler. Mit Marko spielte er gemeinsam bei der Europameisterschaft 2006. Milorads und Markos Onkel Radivoje Krivokapić gewann mit Jugoslawien die Silbermedaille bei der Weltmeisterschaft 1982.